# Bent Ånund Ramsfjell
Bent Ånund Ramsfjell (né le 30 novembre 1967 à Oslo, en Norvège) est un curleur norvégien.

## Biographie
Il est le frère du curleur Eigil Ramsfjell.

## Palmarès

### Jeux olympiques
| Édition    | Salt Lake City 2002 | Turin 2006 |
| Classement | Or                  | 5e         |

### Championnats du monde
| Édition    | Berne 1997 | St John 1999 | Glasgow 2000 | Lausanne 2001 | Bismarck 2002 | Winnipeg 2003 | Gävle 2004 | Victoria 2005 |
| Classement | 7e         | 5e           | 7e           | Bronze        | Argent        | Bronze        | 4e         | 4e            |